# Eleccions generals espanyoles de novembre de 2019
|  | Aquest article tracta sobre les eleccions del mes de novembre. Si cerqueu els comicis electorals de mig any abans, vegeu «eleccions generals espanyoles d'abril de 2019». |

Les eleccions generals espanyoles de novembre de 2019 es van celebrar el 10 de novembre de 2019 per a elegir els 350 escons del Congrés dels Diputats i 208 dels 266 escons del Senat, i van donar peu a la XIV legislatura. Es van convocar un cop acabat el termini per a formar govern, fracassades les negociacions després del debat d'investidura fallit de Pedro Sánchez celebrat el mes de juliol.
La participació va ser menor que a les eleccions de l'abril del mateix any, amb una baixada d'un 1,89%. Pedro Sánchez va tornar a guanyar les eleccions tot i que va perdre 3 escons. El PP de Pablo Casado va recuperar 21 escons i es va mantenir com segona força tot i la pujada de 28 diputats del partit d'extrema dreta Vox. La pujada d'aquests dos partits contrastà amb la forta caiguda de vots de Ciutadans, que va obtenir només 10 diputats i en va perdre 47, passant a ser la sisena força al Congrés. L'endemà, Albert Rivera va anunciar que dimitia com a president de la formació.

## Sistema electoral
Per al Congrés dels Diputats s'elegeixen 350 escons segons la regla D'Hondt i un sistema de representació proporcional amb llistes tancades. Les llistes que no arriben al tres per cent de vots de la circumscripció electoral no es tenen en compte per a repartir els escons. Les circumscripcions es corresponen amb les províncies d'Espanya. Cadascuna té dret a un mínim inicial de dos diputats; els altres 248 es reparteixen proporcionalment segons el nombre d'habitants. A Ceuta i Melilla se'ls assignen els dos escons que queden.
En aquestes eleccions, la distribució dels diputats del Congrés és la mateixa que en les anteriors del mes d'abril:
| Circumscripció                                                                      | Diputats | Mapa |
| ----------------------------------------------------------------------------------- | -------- | ---- |
| Madrid                                                                              | 37       |      |
| Barcelona                                                                           | 32       |      |
| València                                                                            | 15       |      |
| Alacant i Sevilla                                                                   | 12       |      |
| Màlaga                                                                              | 11       |      |
| Múrcia                                                                              | 10       |      |
| Cadis                                                                               | 9        |      |
| Illes Balears, la Corunya, las Palmas i Biscaia                                     | 8        |      |
| Astúries, Granada, Pontevedra, Santa Cruz de Tenerife i Saragossa                   | 7        |      |
| Almeria, Badajoz, Còrdova, Girona, Guipúscoa, Tarragona i Toledo                    | 6        |      |
| Cantàbria, Castelló, Ciudad Real, Huelva, Jaén, Navarra i Valladolid                | 5        |      |
| Àlaba, Albacete, Burgos, Càceres, Lleó, Lleida, Lugo, Ourense, la Rioja i Salamanca | 4        |      |
| Àvila, Conca, Guadalajara, Osca, Palència, Segòvia, Terol i Zamora                  | 3        |      |
| Sòria                                                                               | 2        |      |
| Ceuta i Melilla                                                                     | 1        |      |

Per al Senat s'elegeixen 208 escons amb un sistema de llistes obertes en què els electors voten candidats individuals en lloc de partits. En els districtes electorals que elegeixen quatre escons, es poden votar fins a tres candidats; en aquells amb dos o tres escons, fins a dos candidats, i un candidat en el cas de les circumscripcions uninominals. Cadascuna de les 47 províncies peninsulars té assignats quatre escons. Pel que fa a les illes Balears i a les Canàries, les illes més grans (Mallorca, Gran Canària i Tenerife) elegeixen cadascuna tres senadors, i les més petites (Menorca, Eivissa i Formentera, Fuerteventura, la Gomera, el Hierro, Lanzarote o la Palma), un. Ceuta i Melilla elegeixen dos escons. El repartiment és, doncs, el següent:
| Circumscripció                                                                         | Senadors | Mapa |
| -------------------------------------------------------------------------------------- | -------- | ---- |
| Circumscripció provincial                                                              | 4        |      |
| Gran Canària, Mallorca i Tenerife                                                      | 3        |      |
| Ceuta i Melilla                                                                        | 2        |      |
| Fuerteventura, la Gomera, el Hierro, Eivissa-Formentera, Lanzarote, Menorca i la Palma | 1        |      |

## Candidatures
Les principals candidatures presentades a les eleccions són:
| Partit o coalició | Partit o coalició | Cap de llista | Cap de llista                       | Programa | Lema                                                                     |
| ----------------- | --- | ------------- | ----------------------------------- | -------- | ------------------------------------------------------------------------ |
|                   | Partit Socialista Obrer Espanyol (PSOE) - Partit Socialista Obrer Espanyol (PSOE) - Partit dels Socialistes de Catalunya (PSC)                                             |               | Pedro Sánchez (Madrid)              |          | "Ahora, Gobierno. Ahora, España" (Ara, Govern. Ara, Espanya)             |
|                   | Partit Popular (PP) - Partit Popular (PP) - Fòrum Astúries (FAC) |               | Pablo Casado (Madrid)               |          | "Por todo lo que nos une" (Per tot el que ens uneix)                     |
|                   | Ciutadans–Partit de la Ciutadania (Cs) - Ciutadans–Partit de la Ciutadania (C's) - Unió, Progrés i Democràcia (UPyD)                                                       |               | Albert Rivera (Madrid)              |          | "España en marcha" (Espanya en marxa)                                    |
|                   | Unides Podem (Unidas Podemos) - Podem (Podem) - Esquerra Unida (IU) - En Comú Podem–Guanyem el Canvi (ECP) - Batzarre - Grupo Común da Esquerda - Alt Aragó en Comú (AAeC) |               | Pablo Iglesias (Madrid)             |          | "Un Gobierno contigo" (Un Govern amb tu)                                 |
|                   | Vox (Vox) |               | Santiago Abascal (Madrid)           |          | "España siempre" (Espanya sempre)                                        |
|                   | Esquerra Republicana de Catalunya (ERC) - Esquerra Republicana de Catalunya - Sobiranistes (ERC-Sobiranistes) - Esquerra Republicana del País Valencià (ERPV)              |               | Gabriel Rufián (Barcelona)          |          | "Tornarem més forts"                                                     |
|                   | Junts per Catalunya–Junts (JuntsxCAT–Junts) - Partit Demòcrata Europeu Català (PDeCAT) - Junts per Catalunya (JuntsxCAT)                                                   |               | Laura Borràs (Barcelona)            |          | "Per la independència, ni un vot enrere"                                 |
|                   | Partit Nacionalista Basc (EAJ/PNV) |               | Aitor Esteban (Biscaia)             |          | "Hemen" (Aquí)                                                           |
|                   | EH Bildu (EH Bildu) - Sortu - Eusko Alkartasuna (EA) - Alternatiba |               | Oskar Matute (Biscaia)              |          | "Un paso más. Erabaki baietz!" (Un pas més. Decideix que sí!)            |
|                   | Coalició Canària-Nova Canàries (CCa–PNC-NC) - Coalició Canària (CCa) - Partit Nacionalista Canari (PNC) - Agrupación Herreña Independiente (AHI) - Nova Canàries (NC)      |               | Ana Oramas (Santa Cruz de Tenerife) |          | "Hagamos más fuerte a Canarias" (Fem més fortes les Canàries)            |
|                   | Navarra Suma (NA+) - Unió del Poble Navarrès (UPN) - Partit Popular (PP) - Ciutadans–Partit de la Ciutadania (C's)                                                         |               | Sergio Sayas (Navarra)              |          | "Navarra, clave en España" (Navarra, clau a Espanya)                     |
|                   | Partit Regionalista de Cantàbria (PRC) |               | José María Mazón (Cantàbria)        |          | "Cantabria gana" (Cantàbria guanya)                                      |
|                   | Candidatura d'Unitat Popular (CUP) - Candidatura d'Unitat Popular (CUP) - Pirates de Catalunya (PIRATA.CAT)                                                                |               | Mireia Vehí (Barcelona)             |          | "Ingovernables"                                                          |
|                   | Més País (Més País) - Més País (Més País) - Equo (eQuo) - Chunta Aragonesista (CHA) - Coalició Compromís (Compromís)                                                       |               | Íñigo Errejón (Madrid)              |          | "Desbloquear, avanzar, Más País" (Desblocar, avançar, Més País)          |
|                   | Bloc Nacionalista Gallec (BNG) |               | Néstor Rego (la Corunya)            |          | "Facer valer Galiza, con voz propia" (Fer valer Galícia, amb veu pròpia) |
|                   | Terol Existeix |               | Tomás Guitarte (Terol)              |          |                                                                          |

## Resultats
El PSOE va guanyar les eleccions amb un 28% dels vots i 120 escons, tres menys que fa sis mesos però surt més debilitat en perdre 700.000 vots i tres escons i el Partit Popular es va consolidar com a segona força amb el 20,81% dels vots i 87 escons, davant dels 66 que va obtenir a la contesa anterior. El bloc de l'esquerra, amb 158 diputats va superar el de la dreta amb 149 diputats, però no aconsegueix majoria absoluta i obté menys escons que a l'abril, quan va obtenir 158 davant de 166 de la dreta.
A Catalunya, el bloc de partits independentistes (ERC, JxC i la CUP) guanyà per primer cop en vots i percentatge de vots i escons a la suma de partits contraris a sotmetre a referèndum el futur encaix de Catalunya amb l'Estat espanyol, en el còmput de les quatre demarcacions. Una circumstància que, fins llavors, només s'havia produït en les eleccions al Parlament i a les eleccions europees del mateix any.
Al País Valencià el bloc de la dreta (PP, C’s i Vox) es va imposar amb disset diputades al Congrés a la suma de PSPV i Compromís, que perdé un escó. Les anteriors eleccions del 28 d'abril donaven un empat entre la suma dels escons del Partit Popular, Ciutadans i Vox, i els del PSPV, Compromís i Unides Podem, amb setze diputades per a cada bloc. Amb una participació inferior, del 72,39% (74,92% en abril), Ximo Puig, president del PSPV, es mantingué amb 10 diputats, Unides Podem passà de cinc a quatre i l'aliança de Compromís amb Més País continuà amb un únic diputat, Joan Baldoví. La davallada de Ciutadans al País Valencià fou conforme a la viscuda a nivell estatal. La formació de Rivera passa de sis a dos escons i se'n beneficià el Partit Popular, amb 8 diputats, un més que en els comicis anteriors; i Vox, que irrompé com a tercera força política al territori, aconseguint més del doble de les parlamentàries que va obtenir a finals d'abril, passant de tres a set. Aquesta formació d'extrema dreta fou la llista més votada en 23 localitats del País Valencià, algunes municipis amb més de 20.000 habitants, com Crevillent (Baix Vinalopó), Algemesí (Ribera Alta), la Pobla de Vallbona (Camp de Túria) o el Pilar de la Foradada (Vega Baixa).
A les Illes, Vox també duplicà la seva presència, passant d'un a dos diputats entre l'abril i novembre. Tot i ser la quarta força més votada a l'arxipèlag (la darrera entre les que aconseguiren representació, ja que Ciutadans perdé l'únic escó que tenia), totes quatre van quedà separades per un escàs marge de vots i es repartiren els vuit escons equitativament: dos per cap, entre el PSOE, PP, Podem–EUIB i Vox.

### Congrés dels Diputats
| Escrutini de les eleccions al Congrés dels Diputats               |                                                                   |            |       |       |        |        |
|                                                                   |                                                                   |            |       |       |        |        |
| Llista electoral                                                  | Llista electoral                                                  | Vots       | Vots  | Vots  | Escons | Escons |
| Llista electoral                                                  | Llista electoral                                                  | Vots       | %     | ±pp   | Total  | +/−    |
|                                                                   | Partit Socialista Obrer Espanyol (PSOE)                           | 6.752.983  | 28,00 | –0,67 | 120    | –3     |
|                                                                   | Partit Popular (PP)                                               | 5.019.869  | 20,82 | +4,13 | 89     | +23    |
|                                                                   | Vox (Vox)                                                         | 3.640.063  | 15,09 | +4,83 | 52     | +28    |
|                                                                   | Units Podem (Unidas Podemos)                                      | 3.097.185  | 12,84 | –1,48 | 35     | –7     |
| Units Podem (Podem-IU)                                            | 2.364.192                                                         | 9,80       | –1,26 | 26    | –7     |        |
| En Comú Podem (ECP–Guanyem el Canvi)                              | 546.733                                                           | 2,27       | –0,08 | 7     | ±0     |        |
| En Comú (Podemos-EU-Mareas En Común-Equo)                         | 186.260                                                           | 0,77       | –0,14 | 2     | ±0     |        |
|                                                                   | Ciutadans–Partit de la Ciutadania (Cs)                            | 1.637.540  | 6,79  | –9,07 | 10     | –47    |
|                                                                   | Esquerra Republicana de Catalunya–Sobiranistes (ERC-Sobiranistes) | 875.750    | 3,63  | –0,28 | 13     | –2     |
| Esquerra Republicana de Catalunya–Sobiranistes (ERC-Sobiranistes) | 869.934                                                           | 3,61       | –0,28 | 13    | –2     |        |
| Esquerra Republicana del País Valencià (ERPV)                     | 5.816                                                             | 0,02       | ±0,00 | 0     | ±0     |        |
|                                                                   | Més País (Més País)                                               | 577.055    | 2,39  | Nou   | 3      | +2     |
| Més País-Equo (Més País–Equo)                                     | 326.666                                                           | 1,35       | Nou   | 2     | +2     |        |
| Més Compromís (Més Compromís)                                     | 175.092                                                           | 0,73       | +0,07 | 1     | ±0     |        |
| Més País-Chunta Aragonesista-Equo (Més País–CHA–Equo)             | 22.989                                                            | 0,10       | Nou   | 0     | ±0     |        |
|                                                                   | Junts per Catalunya–Junts (JxCat–Junts)                           | 527.375    | 2,19  | +0,28 | 8      | +1     |
|                                                                   | Partit Nacionalista Basc (PNB)                                    | 377.423    | 1,57  | +0,06 | 6      | ±0     |
|                                                                   | EH Bildu (EH Bildu)                                               | 276.519    | 1,15  | +0,16 | 5      | +1     |
|                                                                   | Candidatura d'Unitat Popular–Per la Ruptura (CUP–PR)              | 244.754    | 1,01  | Nou   | 2      | +2     |
|                                                                   | Partit Animalista Contra el Maltractament Animal (PACMA)          | 226.376    | 0,94  | –0,31 | 0      | ±0     |
|                                                                   | Coalició Canària-Nova Canàries (CCa-PNC-NC)                       | 123.981    | 0,51  | –0,02 | 2      | ±0     |
|                                                                   | Bloc Nacionalista Gallec (BNG)                                    | 119.597    | 0,50  | +0,14 | 1      | +1     |
|                                                                   | Navarra Suma (NA+)                                                | 98.448     | 0,41  | ±0,00 | 2      | ±0     |
|                                                                   | Partit Regionalista de Cantàbria (PRC)                            | 68.580     | 0,28  | +0,08 | 1      | ±0     |
|                                                                   | Recortes Cero–Grupo Verde (Recortes Cero–GV)                      | 34.306     | 0,14  | –0,04 | 0      | ±0     |
|                                                                   | Per Un Món Més Just (PUM+J)                                       | 27.016     | 0,11  | +0,03 | 0      | ±0     |
|                                                                   | Terol Existeix (¡Teruel Existe!)                                  | 19.696     | 0,08  | Nou   | 1      | +1     |
| Vots en blanc                                                     | Vots en blanc                                                     | 216.515    | 0,90  | +0,14 |        |        |
|                                                                   |                                                                   |            |       |       |        |        |
| Total                                                             | Total                                                             | 24.116.352 |       |       | 350    | ±0     |
|                                                                   |                                                                   |            |       |       |        |        |
| Vots vàlids                                                       | Vots vàlids                                                       | 24.116.352 | 98,98 | +0,03 |        |        |
| Vots nuls                                                         | Vots nuls                                                         | 249.499    | 1,02  | –0,03 |        |        |
| Participació                                                      | Participació                                                      | 24.365.851 | 69,87 |       |        |        |
| Abstenció                                                         |                                                                   |            |       |       |        |        |
| Cens                                                              | Cens                                                              | 37.000.608 |       |       |        |        |
|                                                                   |                                                                   |            |       |       |        |        |
| Font                                                              |                                                                   |            |       |       |        |        |

#### Resultats per circumscripció
| Circumscripció         |     |    |    |    |    |    |   |   |   |   |   |   |   | CUP] |   |   |   |   |   | Total |
| ---------------------- | --- | -- | -- | -- | -- | -- | - | - | - | - | - | - | - | ---- | - | - | - | - | - | ----- |
| Àlaba                  | 1   | 0  | 0  | 1  | 0  |    |   |   | 1 | 1 |   |   |   |      |   |   |   |   |   | 4     |
| Albacete               | 2   | 1  | 0  | 0  | 1  |    |   |   |   |   |   |   |   |      |   |   |   |   |   | 4     |
| Alacant                | 4   | 3  | 1  | 1  | 3  | 0  |   |   |   |   |   |   |   |      |   | 0 |   |   |   | 12    |
| Almeria                | 2   | 2  | 0  | 0  | 2  |    |   |   |   |   |   |   |   |      |   |   |   |   |   | 6     |
| Astúries               | 3   | 2  | 0  | 1  | 1  |    |   |   |   |   | 0 |   |   |      |   |   |   |   |   | 7     |
| Àvila                  | 1   | 1  | 0  | 0  | 1  |    |   |   |   |   |   |   |   |      |   |   |   |   |   | 3     |
| Badajoz                | 3   | 2  | 0  | 0  | 1  |    |   |   |   |   |   |   |   |      |   |   |   |   |   | 6     |
| Illes Balears          | 2   | 2  | 0  | 2  | 2  | 0  |   |   |   |   | 0 |   |   |      |   |   |   |   |   | 8     |
| Barcelona              | 8   | 2  | 2  |    | 2  | 7  | 5 | 4 |   |   | 0 |   |   | 2    |   |   |   |   |   | 32    |
| Biscaia                | 2   | 1  | 0  | 1  | 0  |    |   |   | 3 | 1 | 0 |   |   |      |   |   |   |   |   | 8     |
| Burgos                 | 2   | 2  | 0  | 0  | 0  |    |   |   |   |   |   |   |   |      |   |   |   |   |   | 4     |
| Càceres                | 2   | 1  | 0  | 0  | 1  |    |   |   |   |   |   |   |   |      |   |   |   |   |   | 4     |
| Cadis                  | 3   | 2  | 1  | 1  | 2  |    |   |   |   |   | 0 |   |   |      |   |   |   |   |   | 9     |
| Cantàbria              | 1   | 1  | 0  | 0  | 1  |    |   |   |   |   |   |   |   |      |   |   | 1 |   |   | 5     |
| Castelló               | 2   | 1  | 0  | 1  | 1  | 0  |   |   |   |   |   |   |   |      |   | 0 |   |   |   | 5     |
| Ceuta                  | 0   | 0  | 0  | 0  | 1  |    |   |   |   |   |   |   |   |      |   |   |   |   |   | 1     |
| Ciudad Real            | 2   | 2  | 0  | 0  | 1  |    |   |   |   |   |   |   |   |      |   |   |   |   |   | 5     |
| Conca                  | 2   | 1  | 0  | 0  | 0  |    |   |   |   |   |   |   |   |      |   |   |   |   |   | 3     |
| Còrdova                | 2   | 2  | 0  | 1  | 1  |    |   |   |   |   |   |   |   |      |   |   |   |   |   | 6     |
| la Corunya             | 3   | 3  | 0  |    | 0  |    |   |   |   |   | 0 | 1 |   |      |   |   |   | 1 |   | 8     |
| Girona                 | 1   | 0  | 0  |    | 0  | 2  | 1 | 2 |   |   |   |   |   | 0    |   |   |   |   |   | 6     |
| Granada                | 3   | 2  | 0  | 1  | 1  |    |   |   |   |   | 0 |   |   |      |   |   |   |   |   | 7     |
| Guadalajara            | 1   | 1  | 0  | 0  | 1  |    |   |   |   |   |   |   |   |      |   |   |   |   |   | 3     |
| Guipúscoa              | 1   | 0  | 0  | 1  | 0  |    |   |   | 2 | 2 |   |   |   |      |   |   |   |   |   | 6     |
| Huelva                 | 3   | 1  | 0  | 0  | 1  |    |   |   |   |   |   |   |   |      |   |   |   |   |   | 5     |
| Jaén                   | 3   | 1  | 0  | 0  | 1  |    |   |   |   |   |   |   |   |      |   |   |   |   |   | 5     |
| Lleó                   | 2   | 1  | 0  | 0  | 1  |    |   |   |   |   |   |   |   |      |   |   |   |   |   | 4     |
| Lleida                 | 1   | 0  | 0  |    | 0  | 2  | 0 | 1 |   |   |   |   |   | 0    |   |   |   |   |   | 4     |
| Lugo                   | 2   | 2  | 0  |    | 0  |    |   |   |   |   |   | 0 |   |      |   |   |   | 0 |   | 4     |
| Madrid                 | 10  | 10 | 3  | 5  | 7  |    |   |   |   |   | 2 |   |   |      |   |   |   |   |   | 37    |
| Màlaga                 | 4   | 3  | 1  | 1  | 2  |    |   |   |   |   | 0 |   |   |      |   |   |   |   |   | 11    |
| Melilla                | 0   | 1  | 0  | 0  | 0  |    |   |   |   |   |   |   |   |      |   |   |   |   |   | 1     |
| Múrcia                 | 3   | 3  | 0  | 1  | 3  |    |   |   |   |   | 0 |   |   |      |   |   |   |   |   | 10    |
| Navarra                | 1   |    |    | 1  | 0  |    |   |   |   | 1 |   |   |   |      | 2 |   |   |   |   | 5     |
| Osca                   | 2   | 1  | 0  | 0  | 0  |    |   |   |   |   |   |   |   |      |   |   |   |   |   | 3     |
| Ourense                | 2   | 2  | 0  |    | 0  |    |   |   |   |   |   | 0 |   |      |   |   |   | 0 |   | 4     |
| Palència               | 1   | 2  | 0  | 0  | 0  |    |   |   |   |   |   |   |   |      |   |   |   |   |   | 3     |
| Las Palmas             | 3   | 2  | 0  | 1  | 1  |    |   |   |   |   | 0 |   | 1 |      |   |   |   |   |   | 8     |
| Pontevedra             | 3   | 3  | 0  |    | 0  |    |   |   |   |   | 0 | 1 |   |      |   |   |   | 0 |   | 7     |
| la Rioja               | 2   | 2  | 0  | 0  | 0  |    |   |   |   |   |   |   |   |      |   |   |   |   |   | 4     |
| Salamanca              | 1   | 1  | 0  | 0  | 1  |    |   |   |   |   |   |   |   |      |   |   |   |   |   | 4     |
| Santa Cruz de Tenerife | 2   | 2  | 0  | 1  | 1  |    |   |   |   |   | 0 |   | 1 |      |   |   |   |   |   | 7     |
| Saragossa              | 3   | 2  | 0  | 1  | 1  |    |   |   |   |   | 0 |   |   |      |   |   |   |   |   | 7     |
| Segòvia                | 1   | 1  | 0  | 0  | 1  |    |   |   |   |   |   |   |   |      |   |   |   |   |   | 3     |
| Sevilla                | 5   | 2  | 1  | 2  | 2  |    |   |   |   |   | 0 |   |   |      |   |   |   |   |   | 12    |
| Sòria                  | 1   | 1  | 0  | 0  | 0  |    |   |   |   |   |   |   |   |      |   |   |   |   |   | 2     |
| Tarragona              | 2   | 0  | 0  |    | 0  | 2  | 1 | 1 |   |   |   |   |   | 0    |   |   |   |   |   | 6     |
| Terol                  | 1   | 1  | 0  | 0  | 0  |    |   |   |   |   |   |   |   |      |   |   |   |   | 1 | 3     |
| Toledo                 | 2   | 2  | 0  | 0  | 2  |    |   |   |   |   |   |   |   |      |   |   |   |   |   | 6     |
| València               | 4   | 4  | 1  | 2  | 3  | 0  |   |   |   |   |   |   |   |      |   | 1 |   |   |   | 15    |
| Valladolid             | 2   | 2  | 0  | 0  | 1  |    |   |   |   |   |   |   |   |      |   |   |   |   |   | 5     |
| Zamora                 | 1   | 1  | 0  | 0  | 1  |    |   |   |   |   |   |   |   |      |   |   |   |   |   | 3     |
| TOTAL                  | 120 | 88 | 10 | 26 | 52 | 13 | 7 | 8 | 7 | 5 | 2 | 2 | 2 | 2    | 2 | 1 | 1 | 1 | 1 | 350   |

### Senat
| Escrutini de les eleccions al Senat               |                                                                     |                  |                  |             |       |
|                                                   |                                                                     |                  |                  |             |       |
| Llista electoral                                  | Llista electoral                                                    | Elegits directes | Elegits directes | Sen. desig. | Total |
| Llista electoral                                  | Llista electoral                                                    | Escons           | +/−              | Sen. desig. | Total |
|                                                   | Partit Socialista Obrer Espanyol (PSOE)                             | 92               | –31              | 18          | 110   |
| Partit Socialista Obrer Espanyol (PSOE)           | 90                                                                  | –30              | 17               | 107         |       |
| Partit dels Socialistes de Catalunya (PSC)        | 2                                                                   | –1               | 1                | 3           |       |
|                                                   | Partit Popular (PP)                                                 | 84               | +30              | 14          | 98    |
|                                                   | Esquerra Republicana de Catalunya - Sobiranistes (ERC-Sobiranistes) | 11               | ±0               | 2           | 13    |
|                                                   | Partit Nacionalista Basc (PNB)                                      | 9                | ±0               | 1           | 10    |
|                                                   | Ciutadans–Partit de la Ciutadania (Cs)                              | 0                | –4               | 8           | 8     |
|                                                   | Esquerra Confederal                                                 | 0                | ±0               | 6           | 6     |
| Endavant Andalusia (AA)                           | 0                                                                   | ±0               | 1                | 1           |       |
| Coalició Compromís (Compromís)                    | 0                                                                   | ±0               | 1                | 1           |       |
| Grupo Común da Esquerda (Grupo Común da Esquerda) | 0                                                                   | ±0               | 1                | 1           |       |
| Més per Mallorca (Més)                            | 0                                                                   | ±0               | 1                | 1           |       |
| Catalunya en Comú (CatComú)                       | 0                                                                   | ±0               | 1                | 1           |       |
| Més Madrid (Más Madrid)                           | 0                                                                   | ±0               | 1                | 1           |       |
|                                                   | Junts per Catalunya–Junts (JxCat–Junts)                             | 3                | +1               | 2           | 5     |
|                                                   | Vox (Vox)                                                           | 2                | +2               | 1           | 3     |
|                                                   | Navarra Suma (NA+)                                                  | 3                | ±0               | 0           | 3     |
| Unió del Poble Navarrès (UPN)                     | 1                                                                   | ±0               | 0                | 1           |       |
| Partit Popular (PP)                               | 1                                                                   | ±0               | 0                | 1           |       |
| Ciutadans–Partit de la Ciutadania (Cs)            | 1                                                                   | ±0               | 0                | 1           |       |
|                                                   | EH Bildu (EH Bildu)                                                 | 1                | ±0               | 1           | 2     |
|                                                   | Terol Existeix (¡Teruel Existe!)                                    | 2                | +2               | 0           | 2     |
|                                                   | Coalició Canària-Nova Canàries (CCa-PNC-NC)                         | 0                | ±0               | 1           | 1     |
|                                                   | Partit Regionalista de Cantàbria (PRC)                              | 0                | ±0               | 1           | 1     |
|                                                   | Geroa Bai (GBai)                                                    | 0                | ±0               | 1           | 1     |
|                                                   | Agrupació Socialista Gomera (ASG)                                   | 1                | ±0               | 0           | 1     |
|                                                   | Partit Aragonès (PAR)                                               | n/a              | n/a              | 1           | 1     |
|                                                   |                                                                     |                  |                  |             |       |
| Total                                             | Total                                                               | 208              | ±0               | 57          | 265   |
|                                                   |                                                                     |                  |                  |             |       |
| Font                                              |                                                                     |                  |                  |             |       |

#### Resultats per circumscripció
| Circumscripció     |    |    |    |   |   |   |   |   |   |   | Total |
| ------------------ | -- | -- | -- | - | - | - | - | - | - | - | ----- |
| Àlaba              | 1  | 0  |    | 3 |   |   | 0 |   |   | 0 | 4     |
| Albacete           | 2  | 2  |    |   |   |   | 0 |   |   |   | 4     |
| Alacant            | 2  | 2  |    |   |   |   | 0 |   |   |   | 4     |
| Almeria            | 2  | 2  |    |   |   |   | 0 |   |   |   | 4     |
| Astúries           | 3  | 1  |    |   |   |   | 0 |   |   |   | 4     |
| Àvila              | 1  | 3  |    |   |   |   | 0 |   |   |   | 4     |
| Badajoz            | 3  | 1  |    |   |   |   | 0 |   |   |   | 4     |
| Barcelona          | 1  | 0  | 3  |   |   | 0 | 0 |   |   |   | 4     |
| Biscaia            | 1  | 0  |    | 3 |   |   | 0 |   |   | 0 | 4     |
| Burgos             | 2  | 2  |    |   |   |   | 0 |   |   |   | 4     |
| Càceres            | 3  | 1  |    |   |   |   | 0 |   |   |   | 4     |
| Cadis              | 3  | 1  |    |   |   |   | 0 |   |   |   | 4     |
| Cantàbria          | 1  | 3  |    |   |   |   | 0 |   |   |   | 4     |
| Castelló           | 2  | 2  |    |   |   |   | 0 |   |   |   | 4     |
| Ceuta              | 0  | 1  |    |   |   |   | 1 |   |   |   | 2     |
| Ciudad Real        | 3  | 1  |    |   |   |   | 0 |   |   |   | 4     |
| Còrdova            | 3  | 1  |    |   |   |   | 0 |   |   |   | 4     |
| Conca              | 2  | 2  |    |   |   |   | 0 |   |   |   | 4     |
| la Corunya         | 1  | 3  |    |   |   |   | 0 |   |   |   | 4     |
| El Hierro          | 1  | 0  |    |   |   |   | 0 |   |   |   | 1     |
| Eivissa-Formentera | 1  | 0  |    |   |   |   | 0 |   |   |   | 1     |
| Fuerteventura      | 1  | 0  |    |   |   |   | 0 |   |   |   | 1     |
| Girona             | 0  | 0  | 2  |   |   | 2 | 0 |   |   |   | 4     |
| Gran Canària       | 2  | 1  |    |   |   |   | 0 |   |   |   | 3     |
| Granada            | 3  | 1  |    |   |   |   | 0 |   |   |   | 4     |
| Guadalajara        | 2  | 2  |    |   |   |   | 0 |   |   |   | 4     |
| Guipúscoa          | 0  | 0  |    | 3 |   |   | 0 |   |   | 1 | 4     |
| Huelva             | 3  | 1  |    |   |   |   | 0 |   |   |   | 4     |
| Jaén               | 3  | 1  |    |   |   |   | 0 |   |   |   | 4     |
| La Gomera          | 0  | 0  |    |   |   |   | 0 |   | 1 |   | 1     |
| La Palma           | 0  | 1  |    |   |   |   | 0 |   |   |   | 1     |
| La Rioja           | 2  | 2  |    |   |   |   | 0 |   |   |   | 4     |
| Lanzarote          | 1  | 0  |    |   |   |   | 0 |   |   |   | 1     |
| Lleó               | 2  | 2  |    |   |   |   | 0 |   |   |   | 4     |
| Lleida             | 0  | 0  | 3  |   |   | 1 | 0 |   |   |   | 4     |
| Lugo               | 1  | 3  |    |   |   |   | 0 |   |   |   | 4     |
| Madrid             | 2  | 2  |    |   |   |   | 0 |   |   |   | 4     |
| Màlaga             | 3  | 1  |    |   |   |   | 0 |   |   |   | 4     |
| Mallorca           | 2  | 1  |    |   |   |   | 0 |   |   |   | 3     |
| Melilla            | 0  | 2  |    |   |   |   | 0 |   |   |   | 2     |
| Menorca            | 0  | 1  |    |   |   |   | 0 |   |   |   | 1     |
| Múrcia             | 0  | 3  |    |   |   |   | 1 |   |   |   | 4     |
| Navarra            | 1  |    |    |   | 3 |   | 0 |   |   |   | 4     |
| Osca               | 3  | 1  |    |   |   |   | 0 |   |   |   | 4     |
| Ourense            | 1  | 3  |    |   |   |   | 0 |   |   |   | 4     |
| Palència           | 1  | 3  |    |   |   |   | 0 |   |   |   | 4     |
| Pontevedra         | 2  | 2  |    |   |   |   | 0 |   |   |   | 4     |
| Salamanca          | 1  | 3  |    |   |   |   | 0 |   |   |   | 4     |
| Saragossa          | 3  | 1  |    |   |   |   | 0 |   |   |   | 4     |
| Segòvia            | 1  | 3  |    |   |   |   | 0 |   |   |   | 4     |
| Sevilla            | 3  | 1  |    |   |   |   | 0 |   |   |   | 4     |
| Sòria              | 2  | 2  |    |   |   |   | 0 |   |   |   | 4     |
| Tarragona          | 1  | 0  | 3  |   |   | 0 | 0 |   |   |   | 4     |
| Tenerife           | 2  | 1  |    |   |   |   | 0 |   |   |   | 3     |
| Terol              | 0  | 2  |    |   |   |   | 0 | 2 |   |   | 4     |
| Toledo             | 2  | 2  |    |   |   |   | 0 |   |   |   | 4     |
| València           | 2  | 2  |    |   |   |   | 0 |   |   |   | 4     |
| Valladolid         | 1  | 3  |    |   |   |   | 0 |   |   |   | 4     |
| Zamora             | 1  | 3  |    |   |   |   | 0 |   |   |   | 4     |
| TOTAL              | 92 | 84 | 11 | 9 | 3 | 3 | 2 | 2 | 1 | 1 | 208   |